# Hammarhajar
Hammarhajar (Sphyrnidae) är en familj som innehåller två släkten; Sphyrna och Eusphyra. Eusphyra innehåller enbart en enda art.
Hammarhajarna särpräglas av sitt hammarformade huvud. På undersidan av huvudet sitter elektromagnetiska receptorer. Tack vare dessa är hammarhajen mycket duktig på att hitta fiskar och djur gömda i botten. Ögonens placering längst ut på hammarens sidor ger hajen en vertikal syn på 360 grader vilket betyder att den ständigt ser både ovanför sig och under sig.
De kända arterna av hammarhajar varierar i storlek från de minsta på 0,9 meter till de största på 6 meter. Tre av arterna kan vara farliga för människan, Hammarhaj, Flerhornig hammarhaj och Stor hammarhaj, ett trettiotal attacker har rapporterats men inga med dödlig utgång. 

## Arter och släkten
- Släktet Eusphyra
  - E. blochii Vinghuvudhaj

- Släktet Sphyrna
  - S. corona Kronhaj
  - S. couardi Vitfenad hammarhaj
  - S. gilberti
  - S. lewini Flerhornig hammarhaj
  - S. media Skophuvudhaj
  - S. mokarran Stor hammarhaj
  - S. tiburo Skovelhuvad hammarhaj
  - S. tudes Småögd hammarhaj
  - S. zygaena Hammarhaj